# Vince Karalius
Pas d'image ? Cliquez ici

a Compétitions nationales et continentales officielles uniquement.

b Matchs officiels uniquement.
Vince Karalius, né le 15 octobre 1932 à Widnes et mort le 13 décembre 2008, est un ancien joueur et entraîneur de rugby à XIII anglais évoluant au poste de troisième ligne dans les années 1950 et 1960. Il fait ses débuts à St Helens RLFC puis rejoint les Widnes Vikings. Il a été international britannique et été introduit au temple de la renommée du rugby à XIII.

## Carrière
Il s'agit d'un troisième ligne emblématique des années 1960 ;  il a disputé douze test-matchs sous les couleurs de la Grande-Bretagne et a connu deux clubs St Helens RFC et Widnes.
Il reçut deux surnoms « Ironman »  (l'homme de fer) et  « Wild Bull »  (taureau sauvage). Il dispute et remporte trois finales de la Coupe d'Angleterre.
Il marque les mémoires des australiens grâce notamment à son « explication »  avec un joueur australien de l'équipe de la Nouvelle-Galles du Sud en 1958, au Sydney  Cricket Ground.
Sa victime est en effet le demi de mêlée Doug Cameron qu'il sèche au point de le laisser inconscient pendant quelques instants. 